# لجنة التوعية والتوجيه والرقابة على القطاع الصناعي

شعار لجنة التوعية والتوجيه والرقابة على القطاع الصناعي

## نبذة عن اللجنة
بمبادرة من وزارة الصناعة والتجارة الأردنية، ومنذ كانون الأول من عام 2005 تمت الدعوة إلى تشكيل لجنة تهدف إلى إعادة هيكلة تطوير الأعمال الرقابية لتكون هذه اللجنة نواة لتوحيد أعمال الجهات الرقابية على القطاع الصناعي. وتحكم أعمال هذه اللجنة هيئة توجيهية عليا يرأسها عطوفة أمين عام وزارة الصناعة والتجارة وتقوم اللجنة بأعمال التوعية والتوجيه والرقابة على قطاع الصناعات الغذائية والدوائية في محافظات العاصمة والزرقاء ومأدبا.

## مبررات تشكيل اللجنة
1. تعدد الجهات الرقابية على القطاع الصناعي
2. غياب آلية التشاور والتنسيق بين المؤسسات الحكومية
3. عدم الشفافية والوضوح في متطلبات الرقابة والتفتيش
4. ارتفاع كلفة الاستجابة للمتطلبات الرقابية قبل وجود اللجنة.
5. معايير اتخاذ القرارات المتعلقة بالمخالفات غير واضحة وقد تخضع لتقييم المفتش الشخصي.
6. تضارب متطلبات الرقابة والتفتيش بين المؤسسات الحكومية.
7. عدم تقديم التوجيه والمشورة من قبل الجهات الرقابية كون دورها رقابياً فقط.
8. وجود شكاوي مستمرة من قبل أصحاب العلاقة نتيجة تعدد الجهات الرقابية التي تقوم بالتفتيش عليها.

## مهام اللجنة
1. تقديم الإرشاد والتوعية حول المتطلبات الحكومية .
2. تقديم الإرشاد والتوعية في مجال سلامة الغذاء والدواء وحماية البيئة والصحة والسلامة العامة
3. تقديم التوعية حول تنفيذ برامج الرقابة الذاتية.
4. مراقبة الاشتراطات الصحية في المصانع ومراقبة المواد المنتجة في المصانع الغذائية والدوائية وذلك حسب التعليمات الصادرة عن المؤسسة العامة للغذاء والدواء.
5. مراقبة الاشتراطات البيئية في المصانع ومتابعة طرق التخلص من المخلفات الصناعية السائلة والصلبة.
6. متابعة التزام المصانع بالاشتراطات الخاصة بالوقاية والحماية الذاتية من الأخطار من خلال توفير واستخدام الآليات والمعدات المناسبة.
7. متابعة مدى مطابقة المنتجات مع متطلبات المواصفات القياسية الأردنية.
8. متابعة التزام المصانع بتنفيذ خطة لإدارة المخاطر.
9. متابعة تنفيذ قانون العمل والعمال ( إصابات العمل، تصاريح العمل للعامل الوافدين، اشتراطات الصحة والسلامة المهنية)
10. رفع الوعي المجتمعي حول السلامة الغذائية من خلال المشاركة في البرامج التلفزيونية الموجهة لمختلف فئات المجتمع.
11. المشاركة في المؤتمرات وورش العمل الخاصة بالصناعات الغذائية والدوائية.

## أهداف اللجنة
1. المساهمة في تهيئة البيئة الاستثمارية الملائمة لاستقطاب المشاريع الصناعية والمحافظة عليها.
2. توحيد كافة اللجان الرقابية العاملة في مجال سلامة الغذاء والدواء والبيئة و السلامة العامة والصحة المهنية، على المصانع المحلية ضمن لجنة واحدة تضم كافة الجهات المعنية.
3. التخفيف من عدد الكشوفات على المصانع.
4. التخفيف من الازدواجية في التوصيات وتوحيد متطلبات الجهات الرقابية.
5. تخفيف الأعباء التي تتكبدها الشركات من أجل الالتزام بالمتطلبات الكثيرة والمتواصلة من اللجان الحكومية الرقابية المتعددة.
6. توجيه وإدارة الموارد البشرية والمالية ناحية المصانع ذات الخطورة العالية .
7. حماية مصالح وحقوق العمال وأصحاب العمل.
8. توعية المصانع المحلية والمشاريع الجديدة حول متطلبات الجهات الحكومية المختلفة.
9. ضمان مطابقة جودة المنتجات مع متطلبات المواصفات القياسية الأردنية والدولية.

## آلية عمل اللجنة
1. تصنيف المصانع حسب درجة الخطورة.
2. قيام اللجنة في بداية كل سنة بوضع خطط سنوية للزيارات الميدانية تبين أسماء المصانع المنوي زيارتها بحيث يؤخذ بعين الاعتبار درجة الخطورة للمصانع..
3. وضع برنامج زيارات شهرية من قبل اللجنة وتكون هذه الزيارات غير معلنة، ويجوز أن تكون معلنة في الحالات التي تتطلب ذلك.
4. تنفيذ الزيارات الميدانية حسب جداول الكشوفات.
5. توثيق الزيارات الخاصة بالمصانع وإدخال نتائج الزيارات على نظام محوسب خاص باللجنة من قبل اللجنة.
6. اجتماع الأعضاء لمناقشة نتائج الزيارة والاتفاق على التوصيات.
7. إعداد تقارير بالكشوفات تتضمن توصيات اللجنة، وإرسال تقارير انجازات شهرية منتظمة إلى الجهات الرقابية المركزية من قبل قسم التفتيش والبرامج الدولية في وزارة الصناعة والتجارة.
8. قيام اللجنة بتوجيه كتب للجهات الرقابية المركزية ذات العلاقة تتضمن توصيات اللجنة .بهدف أن تقوم هذه الجهات بمتابعة تنفيذ التوصيات من قبل ادارات المصانع.
9. لا تغطي فعاليات اللجنة النشاطات الخاصة بالزيارات الرقابية لغايات الترخيص أو للموافقة على الموقع، كما لا تتضمن زيارات المتابعة أو التي تتم بناءً على شكوى أو بسبب ظهور قضايا تتعلق بالمصانع أو منتجاتها.
10. يقوم قسم التفتيش والبرامج الدولية في وزارة الصناعة والتجارة بمتابعة الامور الادارية والمالية للجنة.

## الأعضاء المشاركين
تضم اللجنة الفنية في عضويتها ضباط ارتباط عن الجهات الحكومية التالية:
- وزارة الصحة

1. مديرية الصحة المهنية
2. مديرية صحة البيئة
3. مديرية صحة مأدبا

- المؤسسة العامة للغذاء والدواء

1. مديرية الرقابة على الغذاء
2. مديرية الرقابة على الدواء

- وزارة البيئة.
- وزارة العمل.
- وزارة المياه والري/ سلطة المياه.
- أمانة عمان الكبرى.  الشركاء الخارجيين

الشركاء الخارجيين الذين ساهموا في دعم لجنة التوعية والتوجيه والرقابة على القطاع الصناعي / وزارة الصناعة والتجارة:
- غرفة صناعة الأردن
- غرفة صناعة عمان
- غرفة صناعة الزرقاء
- مؤسسة المدن الصناعية
- مكتب منظمة الامم المتحدة للتنمية الصناعية/ عمان.